# Iglesia María Madre de la Misericordia
La Iglesia María Madre de la Misericordia es un templo parroquial de culto católico ubicado en la comuna chilena de Lo Barnechea, en el sector nororiente de Santiago, Región Metropolitana.

## Historia

### Monasterio trapense
La historia del templo se remonta al año 1960, cuando la filántropa y empresaria estadounidense oriunda de Texas, Sarita Kenedy East, siendo ella una ferviente devota católica, decide entre una de sus tantas obras, apoyar financieramente a los monjes trapenses establecidos en ese sector de la capital chilena, en una época donde era un sector predominantemente rural, comprando el Fundo La Dehesa del sector homónimo para que los religiosos pudieran establecer allí su monasterio con una donación personal de 300 mil dólares estadounidenses de la época. Kenedy East fallece al año siguiente en un hospital de Nueva York debido a un cáncer. Allí se edificó el monasterio trapense que fue fundado el 8 de septiembre de 1960, el cual también sirvió como casa de acogida para los más desposeídos de la ciudad, dando cumplimiento a los deseos de Sarita Kenedy East. Debido al crecimiento demográfico de la ciudad, el cual alteraba el entorno de armonía y tranquilidad que buscaban los trapenses, deciden trasladar su monasterio más al sur, estableciendo su abadía Santa María de Miraflores Monjes Trapenses en la localidad de Codegua, en la Región de O'Higgins.

### La parroquia
Luego de que los religiosos trapenses se mudaron a su nuevo monasterio, se dispuso del terreno donde estaban ubicados para la edificación de una iglesia que permita a los residentes cercanos asistir, en una época de creciente desarrollo inmobiliario destinado para familias acomodadas de la ciudad. Fue así como en 1994 se llamó a licitación para la construcción de un templo en el lugar donde estaba el antiguo Monasterio Trapense, parte del actual sector llamado Los Trapenses en honor a los religiosos. La empresa ganadora del proyecto, liderados por la firma Omega Ingeniería en sociedad con los arquitectos Cedric Purcell de la Vega y Enrique López Contreras, junto a Juan Cristóbal Edwards Prado y Alberto Soffia García de la Huerta, contó además con la asesoría de tres religiosos católicos estudiosos de la arquitectura: el benedictino Gabriel Guarda Geywitz OSB, Monseñor Alfonso Puelma Claro y el monje trapense Luis Loveluck Fariña OCSO. Luego de dos años de construcción, el 14 de agosto de 1999 fue consagrado el templo por el Cardenal Juan Francisco Fresno.
En marzo de 2015, la parroquia fue una de las sedes del Primer Festival Internacional de Música de Santiago (FIMSA), dedicado ese año a Wolfgang Amadeus Mozart.
En 2019, el templo parroquial se posicionó en el tercer lugar de los templos religiosos más demandados para la celebración de matrimonios religiosos en Chile, de acuerdo a la lista anual publicada por Economía y Negocios de El Mercurio.